# The Joker (album)
The Joker je osmé album americké rockové hudební skupiny Steve Miller Band, vydané v roce 1973.

## Seznam skladeb
1. "Sugar Babe" (Steve Miller) – 4:35
2. "Mary Lou" (Obie Jessie, Sam Ling) – 2:24
3. "Shu Ba Da Du Ma Ma Ma Ma" (Miller) – 5:41
4. "Your Cash Ain't Nothin' but Trash" (Chuck Calhoun) – 3:21
5. "The Joker" (Miller) – 4:26
6. "Lovin' Cup" (Miller) – 2:10
7. "Come on in My Kitchen" (Robert Johnson) – 4:06
8. "Evil" (Miller) – 4:35
9. "Something to Believe In" (Miller) – 4:41

## Sestava
- Steve Miller – kytara, zpěv
- Gerald Johnson – baskytara, zpěv
- Dick Thompson – klávesy
- John King – bicí